# CL J1001+0220

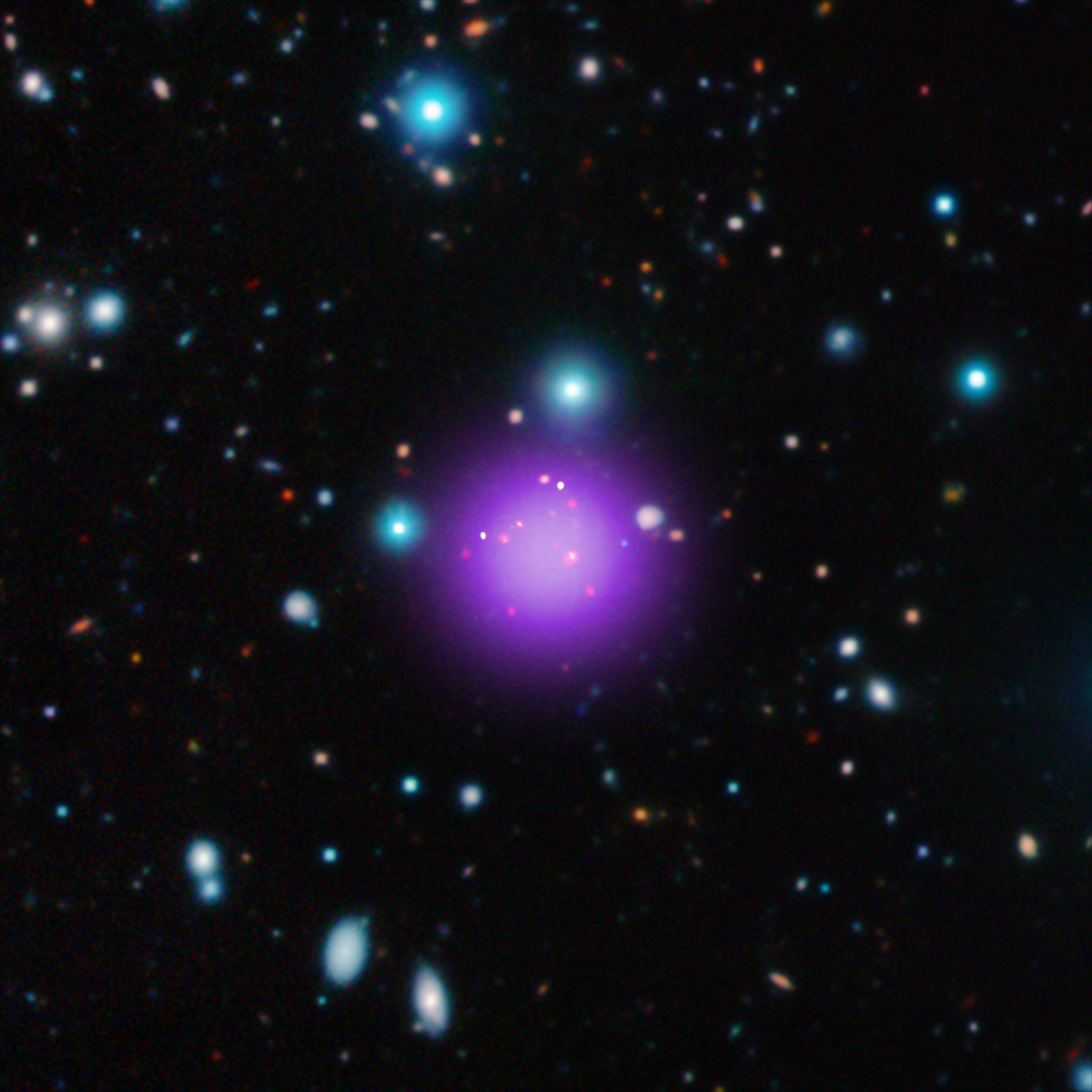
CL J1001 mit den überlagerten Bildern aus dem Chandra-Teleskop, aus dem Atacama Large Millimeter Array und dem UltraVISTA

CL J1001+0220 oder kurz CL J1001 ist ein Galaxienhaufen im Sternbild Sextant mit einer Rotverschiebung von {\displaystyle z=2{,}506.} Entdeckt wurde der Haufen im Jahr 2016 mit Hilfe des Chandra-Teleskops, dem Atacama Large Millimeter Array und dem VISTA. Der Galaxienhaufen besteht aus 17 Mitgliedern, 13 davon bilden den Kern von CL J10001, der etwa einen Durchmesser von 80.000 pc hat. Der Kern des Haufens hat eine Infrarotleuchtkraft von 1013.2 der Sonnenleuchtkraft und daraus berechnet sich eine Sternentstehungsrate von 3400 solaren Massen pro Jahr. Das benötigte Gas für die Sternentstehung wird in etwa 200 Millionen Jahren erschöpft sein.

## Mitglieder
| Name          | Rektaszension | Deklination | Spektrale Rotverschiebung | Masse (im Sonnenmassen) | Anmerkungen          |
| ------------- | ------------- | ----------- | ------------------------- | ----------------------- | -------------------- |
| ID 128484     | 150,22348     | 2,30719     | 2,495                     | 1010,82                 |                      |
| ID 129305     | 150,23940     | 2,31750     | 2,512                     | 1010,19                 |                      |
| ID 129444     | 150,24875     | 2,31921     | 2,510                     | 1010,77                 |                      |
| ID 131661     | 150,23584     | 2,34488     | 2,501                     | 1011,03                 |                      |
| ID 131864     | 150,23454     | 2,34770     | 2,511                     | 1010,38                 |                      |
| ID 132636     | 150,22505     | 2,35620     | 2,510                     | 1010,68                 |                      |
| ID 130359     | 150,22899     | 2,32978     | 2,507                     | 1011,26                 |                      |
| ID 130842     | 150,23746     | 2,33612     | 2,515                     | 1011,12                 |                      |
| ID 130891     | 150,23987     | 2,33645     | 2,513                     | 1011,06                 |                      |
| ID 130901     | 150,23923     | 2,33637     | 2,508                     | 1011,58                 |                      |
| ID 130933     | 150,23869     | 2,33683     | 2,504                     | 1011,29                 | Aktiver Galaxienkern |
| ID 130949     | 150,23701     | 2,33571     | 2,503                     | 1011,57                 |                      |
| ID 131077     | 150,23735     | 2,33814     | 2,494                     | 1011,16                 |                      |
| ID 131079     | 150,23695     | 2,33748     | 2,502                     | 1011,36                 |                      |
| ID 132044     | 150,23650     | 2,34881     | 2,504                     | 1011,13                 |                      |
| ID 132627     | 150,23421     | 2,35659     | 2,506                     | 1010,90                 |                      |
| nicht benannt | 150,23419     | 2,33647     | 2,504                     | 1011,0                  |                      |